# 寵愛
| ウィキペディアには「寵愛」という見出しの百科事典記事はありません（タイトルに「寵愛」を含むページの一覧/「寵愛」で始まるページの一覧）。 代わりにウィクショナリーのページ「寵愛」が役に立つかもしれません。 |